# Josip Binički
Josip Binički (Lađevac kraj Slunja, 31. kolovoza 1861. – Zagreb, 25. ožujka 1952.), hrvatski pedagog i književnik
Bio je nastavnik i ravnatelj škole te potpredsjednik Saveza hratskih učiteljskih društava. Zalagao se za staleška prava učitelja i unapređenje struke, objavio niz tekstova o pedagoškim pitanjima. Pisao je i pjesme, pripovijetke i humoreske ("Poža Dubice", "Naše selo"). Izumio je svjetozor - napravu za povećanje slika u nastavi zemljopisa.